# Jaworzyna Śląska
Jaworzyna Śląska (alemán: Königszelt) es un municipio urbano-rural y una localidad del distrito de Świdnica, en el voivodato de Baja Silesia (Polonia). Formó parte de Alemania hasta 1945.

## Geografía
La localidad de Jaworzyna Śląska se encuentra en el suroeste de Polonia, a unos 9 km al norte de Świdnica, la capital del distrito, y a unos 49 al suroeste de Breslavia, la capital del voivodato. El término municipal limita con los municipios urbano y rural de Świdnica y con Świebodzice, Strzegom y Żarów. Tiene una superficie de 67,45 km², 4,35 correspondientes a la zona urbana —la localidad de Jaworzyna Śląska— y 63,11 a la zona rural —que abarca las localidades de Bagieniec, Bolesławice, Czechy, Milikowice, Nowice, Nowy Jaworów, Pasieczna, Pastuchów, Piotrowice Świdnickie, Stary Jaworów, Tomkowa y Witków—.

## Demografía
En 2011, según la Oficina Central de Estadística polaca, el municipio tenía una población de 10 288 habitantes, 5145 en la localidad de Jaworzyna Śląska y 5143 en la zona rural.